# جوزيف ايوان
جوزيف ايوان (بالإنجليزية: Joseph Andorfer Ewan)‏ هو مستكشف وعالم نبات أمريكي، ولد في 24 أكتوبر 1909 في فيلادلفيا في الولايات المتحدة، وتوفي في 5 ديسمبر 1999 في ماندفيل في الولايات المتحدة.